# Tara Rigney
Tara Rigney, född 30 mars 1999, är en australisk roddare.

## Karriär
Vid olympiska sommarspelen 2020 i Tokyo slutade Rigney och Amanda Bateman på första plats i B-finalen i dubbelsculler, vilket var totalt sjunde plats i tävlingen.
I september 2022 vid VM i Račice tog Rigney brons i singelsculler. I september 2023 tog hon återigen brons i singelsculler vid VM i Belgrad.